# Lady Navigation
LADY NAVIGATION – ósmy singel japońskiego zespołu B’z, wydany 27 marca 1991 roku. Osiągnął 1 pozycję w rankingu Oricon i pozostał na liście przez 56 tygodnie, sprzedał się w nakładzie 1 172 979 egzemplarzy. Singel zdobył status płyty Milion oraz nagrodę „Best 5 Single Award” podczas rozdania 6th Japan Gold Disc Award. Został wydany ponownie 26 marca 2003 roku. 
Utwór tytułowy został dwukrotnie nagrany ponownie w języku angielskim, najpierw do ich minialbumu MARS, a następnie jako bluesowa wersja zawarta w albumie The 7th Blues. Utwór LADY NAVIGATION został wykorzystany w reklamie '91 Kanebo Cosmetics Summer.

## Lista utworów
| Nr | Tytuł                                                               | Czas |
| -- | ------------------------------------------------------------------- | ---- |
| 1. | „LADY NAVIGATION”                                                   | 4:22 |
| 2. | „Pleasure'91 ~Jinsei no kairaku~” (jap. Pleasure'91 〜人生の快楽〜) | 4:25 |

## Muzycy
- Tak Matsumoto: gitara, kompozycja i aranżacja utworów
- Kōshi Inaba: wokal, teksty utworów
- Masao Akashi: aranżacja
- Ikkō Tanaka: perkusja
- Takanori Masuda: Keyboard
- B+U+M

## Notowania
| Lista                                  | Pozycja |
| -------------------------------------- | ------- |
| Oricon Weekly Singles Chart            | 1       |
| Oricon Monthly Singles Chart           | 1       |
| Oricon Yearly Singles Chart (rok 1991) | 7       |